# Joseph Gallieni

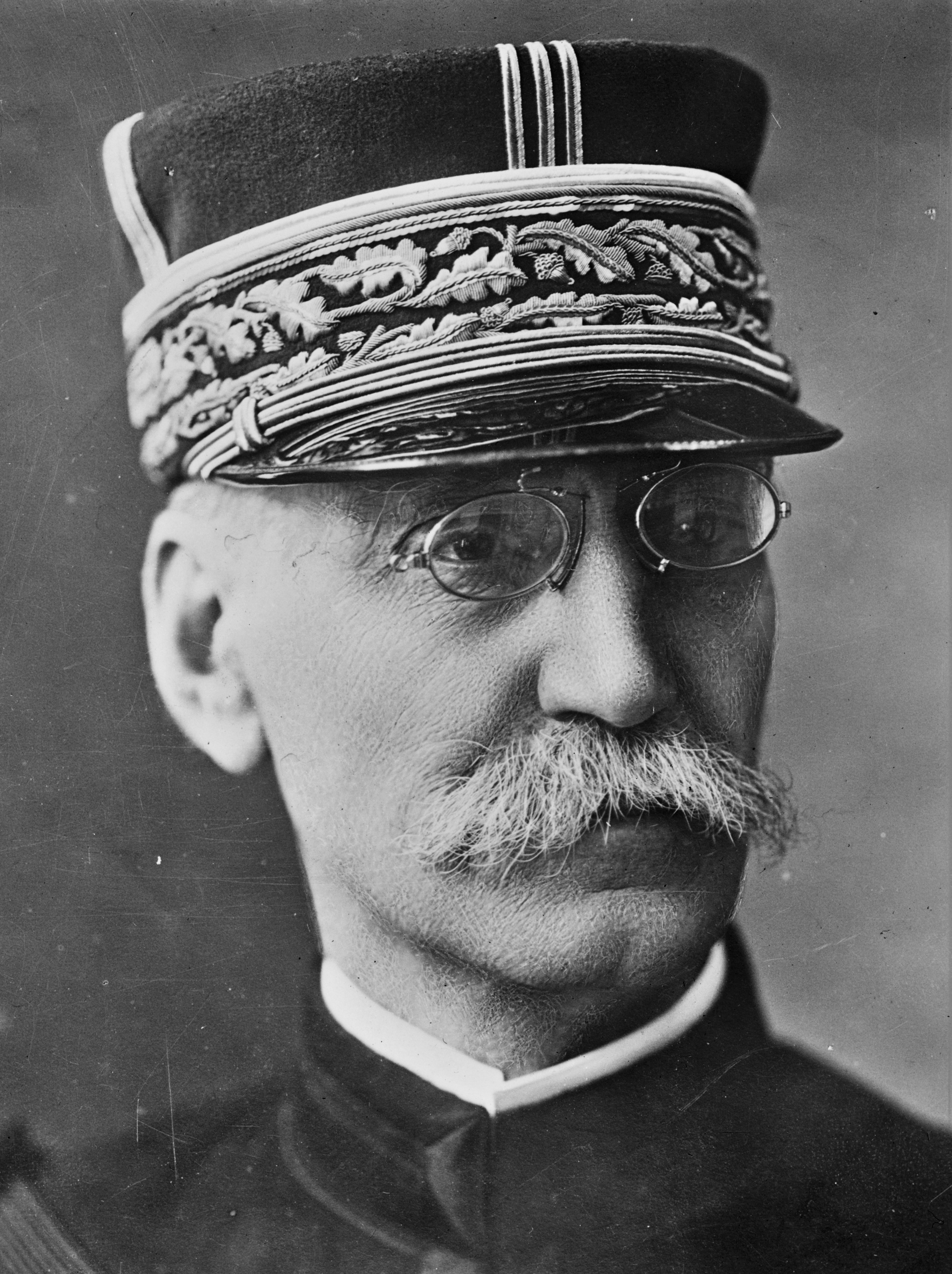
Joseph Gallieni

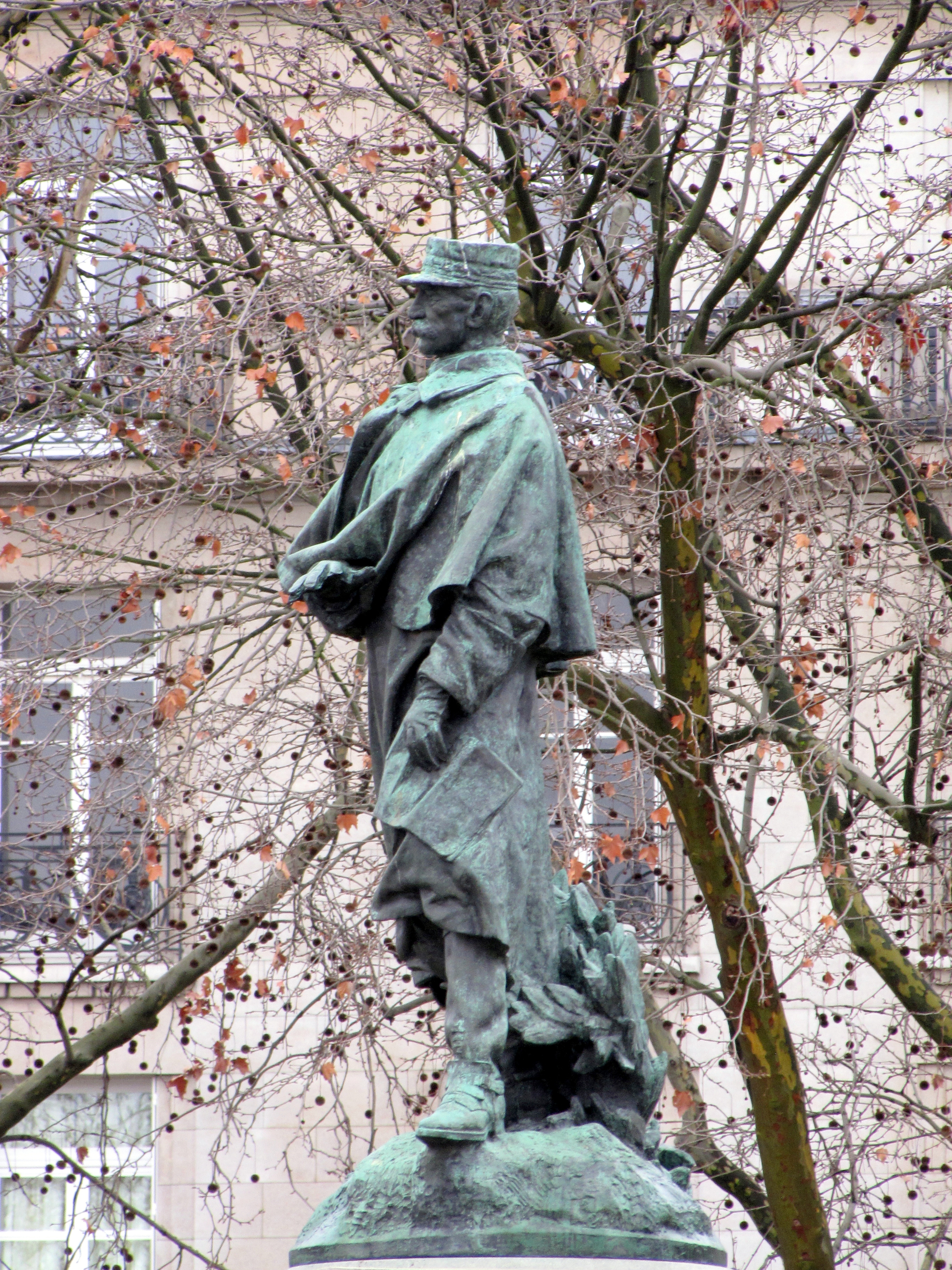
Denkmal auf der Place Vauban in Paris

Joseph Simon Gallieni (* 24. April 1849 in Saint-Béat, Département Haute-Garonne; † 27. Mai 1916 in Versailles) war ein französischer General, Gouverneur von Madagaskar und Kriegsminister.

## Leben
Joseph Simon Gallieni war Sohn italienischer Einwanderer. Nach seiner Studienzeit an der Prytanée militaire in La Flèche und der Militärschule Saint-Cyr begann er am 15. Juli 1870 seine Dienstzeit als aktiver Offizier der französischen Marineinfanterie.

### Der Deutsch-Französische Krieg 1870/1871
Am Deutsch-Französischen Krieg 1870/1871 nahm der junge Gallieni als Sous-lieutenant im 3. Marineinfanterie-Regiment teil. Er wurde während der Schlacht von Sedan in der Ortschaft Bazeilles verwundet und geriet in Kriegsgefangenschaft. Er kam nach Deutschland und wurde am 11. März 1871 aus der Gefangenschaft entlassen.

### Dienstzeit in den Kolonien
Am 25. April 1873 zum Lieutenant befördert, ging er mit seinem neuen Truppenteil, dem 2. Marineinfanterieregiment, bis 1876 auf die Insel Réunion. Mit der Abreise am 11. Dezember 1876 begann Gallienis Karriere in den französischen Kolonien. Wenig ist bekannt über seine Verwendung in den Jahren bis 1882, diverse Quellen der französischen Militärliteratur äußern sich nur vage. 1878 wird er zum Capitaine befördert. 1883 bis 1886 dient er als Kolonialoffizier in Martinique. Nach seiner Rückkehr wird er zum Lieutenant-Colonel befördert.
Bald danach, am 20. Dezember 1886, wurde er zum Generalgouverneur der französischen Kolonie Soudan française (der heutigen Republik Mali) ernannt. Dort verbleibt er bis 1891. Nach seiner Rückkehr nach Frankreich wird Gallieni am 11. März 1891 zum Colonel ernannt. 1892 bis 1896 dient er in Indochina, 1896 wird er Géneral de Brigade.
Berühmtheit erlangte er dort vor allem wegen seines harten und oftmals gnadenlosen Kampfes gegen chinesische Piraten, der dazu beitrug, die Region zu stabilisieren. In Indochina stützte er sich oft auf Truppen der Fremdenlegion, außerdem arbeitete er das erste Mal mit Hubert Lyautey zusammen.
1896 bis 1905 diente er als Generalgouverneur in Madagaskar, auch dort regierte er mit harter Hand und den Bajonetten der Fremdenlegion die von Aufständen und Unruhen geplagte Insel. Am 9. August 1899 wurde er zum Géneral de Division (Generalmajor) befördert.
Am 28. Dezember 1899 wurde er korrespondierendes Mitglied der Académie des sciences.
Ausgezeichnet mit dem Großkreuz der Ehrenlegion (6. November 1905) trat er im April 1914 in den Ruhestand.

### Erster Weltkrieg
Nach Ausbruch des Ersten Weltkriegs wurde Gallieni im August 1914 als Militärgouverneur von Paris reaktiviert. Anfang September überzeugte er seinen militärischen Vorgesetzten Joseph Joffre zu einem Angriff auf die offene Flanke der deutschen 1. Armee. In der aus dem französisch-englischen Gegenstoß resultierenden Schlacht an der Marne konnte der deutsche Vormarsch gestoppt werden. Um die ihm unterstellten Einheiten schnellstmöglich an die Front zu bringen, nutzte Gallieni alle in Paris zur Verfügung stehenden Taxis. Diese in der Geschichte des Krieges einmalige Idee wird bis heute, oft in verzerrter Art und Weise, als Anekdote der Schlacht an der Marne publiziert. Gallieni selbst kommentierte sie wie folgt: « Eh bien, voilà au moins qui n’est pas banal! ». Die tatsächliche Bedeutung der Taxis war jedoch eher gering, die überwiegende Masse der Soldaten wurde per Bahn transportiert.
Vom 29. Oktober 1915 bis 16. März 1916 amtierte er noch als Kriegsminister, bevor ihn das Alter und sein schlechter Gesundheitszustand zum Rücktritt zwangen.
Gallieni verstarb am 27. Mai 1916 an den Folgen einer Operation. 1921 wurde er postum zum Marschall von Frankreich ernannt.

### Zum Thema Marneschlacht
- John Giles: The Western Front then and now - from Mons to the Marne and back. Battle of Britain Prints, London 1992, ISBN 0-900913-71-1
- Robert B. Asprey: The First Battle of the Marne. Weidenfeld & Nicholson, London 1962

### Von Gallieni verfasste Werke
- Mission d’exploration du Haut-Niger. Voyage au Soudan Français (Haut-Niger et pays de Ségou) 1879–1881. Contenant 140 gravures dessinées sur bois par Riou, 2 cartes et 15 plans. Hachette, Paris 1885.
- Deux campagnes au Soudan français. 1886–1888. Avec une préface de Victor Duruy. Ouvrage contenant 163 gravures sur bois d’après les dessins de Riou et 2 contes et 1 plan. Hachette, Paris 1891.
- Trois colonnes au Tonkin (1894–1895). Avec 10 plans. R. Chapelot, Paris 1899.
- La pacification de Madagascar (opérations d’octobre 1896 à mars 1899). Ouvrage rédigé d’après les archives de l’état-major du corps d’occupation. R. Chapelot, Paris 1900.

### Sonstige Literatur
- Pierre-Barthélemy Gheusi: Gallieni. (1849–1916). Eugène Fasquelle, Paris 1922, (Bibliothèque „Charpentier“).
- Pierre Lyautey: Gallieni. Gallimard, Montrouge 1959.
- Marc Michel: Gallieni. Fayard, Paris 1989, ISBN 2-213-02368-9.